# Ulrike Landfester
Ulrike Landfester (* 23. Juni 1962 in Soltau) ist eine deutsche Literatur- und Kulturwissenschaftlerin sowie Professorin für Deutsche Sprache und Literatur und war Prorektorin an der Universität St. Gallen.

## Leben
Landfester studierte 1981 bis 1982 Archäologie, Ägyptologie und Ältere Geschichte an der Albert-Ludwigs-Universität Freiburg und von 1982 bis 1985 sowie anschließend bis 1989 an der Ludwig-Maximilians-Universität München Neuere deutsche Literatur, Englische und Mittelalterliche Literatur.
Nach Abschluss der Promotion im Juli 1993 zur Dr. phil. war sie bis Dezember 1993 als wissenschaftliche Mitarbeiterin an der Universität Marburg tätig. Von 1994 bis 1996 war Landfester Stipendiatin der Stiftung für Romantikforschung, München, und Lehrbeauftragte der Universität München, danach bis 1999 Mitarbeiterin im DFG-Projekt Edition Rahel Levin Varnhagen an der Universität Hamburg.
1998 habilitierte sie sich an der Ludwig-Maximilians-Universität München. Zwischen 2001 und 2003 war sie Lehrstuhlvertreterin von Gerhart von Graevenitz an der Universität Konstanz. 2003 wurde sie als Professorin für den Schwerpunkt 18. und 19. Jahrhundert und Ästhetik an die Johann Wolfgang Goethe-Universität in Frankfurt am Main berufen.
Seit 2003 ist Ulrike Landfester Ordinaria für Deutsche Sprache und Literatur an der Universität St. Gallen. Dort war sie von 2011 bis 2019 Prorektorin für Internationale Beziehungen und regionale Verankerung.
Ulrike Landfester war Mitglied des Standing Committee for the Humanities der European Science Foundation (2006–2012), Präsidentin des Fachausschusses für Internationale Zusammenarbeit des Schweizerischen Nationalfonds (2008–2012) und Vizepräsidentin des Forschungsrates des Schweizerischen Nationalfonds (2009–2012). Von 2008 Bis 2011 war sie Mitglied des Advisory Board des European Space Policy Institute (ESPI, Wien).
Seit 2008 ist Ulrike Landfester Mitglied des Advisory Board von Limbus. Australisches Jahrbuch für germanistische Literatur- und Kulturwissenschaft / Australian Yearbook of German Literary and Cultural Studies, hg. von Franz-Josef Deiters, Axel Fliethmann, Birgit Lang, Alison Lewis und Christiane Weller.
Seit 2020 ist sie Vorstandsmitglied der St. Galler Stiftung für Internationale Studien.

## Werk
Ihre Promotionsschrift zum Thema Der Dichtung Schleier. Zur Poetik der Kleidung in Goethes Frühwerk lässt das Interesse an poetologischen Fragestellungen in der literaturwissenschaftlichen Forschung Ulrike Landfesters erkennen. Im Anschluss daran war sie an der Edition der Werke Rahel Levin Varnhagens beteiligt. Die Habilitationsschrift zum Thema Selbstsorge als Staatskunst. Bettine von Arnims politisches Werk weist Landfester als Romantikforscherin aus. Später gab sie auch den ersten Band der Erläuterungen zu den Gesammelten Briefen Clemens Brentanos heraus.
Die komparatistische und interdisziplinäre Ausrichtung der Forschungsarbeit Landfesters zeigt der Band Stichworte. Tätowierung und europäische Schriftkultur, der eine Kulturgeschichte der Tätowierung vor dem Hintergrund des Mediums Schrift zeigt. Ihre Forschungsschwerpunkte sind Goethezeit und Romantik, Kriminalliteratur, Poetiken des Körpers, die Geschichte des Narren und Kulturpoetiken der Körperlichkeit.

## Schriften
Monografien
- Stichworte: Tätowierung und europäische Schriftkultur. Matthes & Seitz, Berlin 2012, ISBN 978-3-88221-561-8.
- Selbstsorge als Staatskunst. Bettine von Arnims politisches Werk. Stiftung für Romantikforschung. Königshausen und Neumann, Würzburg 2000, ISBN 3-8260-1805-2.
- Der Dichtung Schleier. Zur poetischen Funktion von Kleidung in Goethes Frühwerk. Rombach, Freiburg 1995, ISBN 3-7930-9106-6.

Herausgeberschaft
- Mit Holger Schwinn und Renate Moering (Hrsg.): Clemens Brentano. “Gedichte 1827-1833: Text, Lesarten und Erläuterungen.” Kohlhammer, Stuttgart 2022.
- Clemens Brentano. Sämtliche Werke und Briefe. Dramen III. Die Gründung Prags. Bd. 15.5, Kohlhammer, Stuttgart 2020.
- Clemens Brentano. Sämtliche Werke und Briefe. Italienische Märchen II. Lesarten.  Bd. 18.4, Kohlhammer, Stuttgart 2018.
- Mit Judith Michelmann (Hrsg.): Clemens Brentano. Sämtliche Werke und Briefe. Italienische Märchen II. Lesarten, herausgegeben von Ulrike Landfester; unter Mitarbeit von Judith Michelmann.  Bd. 18.4, Kohlhammer, Stuttgart 2018.
- Mit Jörg Metelmann und: Transformative Management Education. The Role of the Humanities and Social Sciences. Routledge, New York 2019, ISBN 978-0-367-07674-0.
- Mit Nina Louisa Remuss, Kai Uwe Schrogl, und Jean Claude Worms (Hrsg.): Humans in outer space : interdisciplinary perspectives. Studies in Space Policy. Springer, Wien 2011, ISBN 978-3-7091-0279-4.
- Mit Caroline Pross (Hrsg.): Theatermedien : Theater als Medium – Medien des Theaters. Facetten der Medienkultur. Haupt, Bern 2010, ISBN 978-3-258-07562-4.
- Mit Ralf Simon (Hrsg.): Gabe, Tausch, Verwandlung – Übertragungsökonomien im Werk Clemens Brentanos. Königshausen & Neumann, Würzburg 2009, ISBN 978-3-8260-4004-7
- Mit Heinz Härtl und Sibylle Steinsdorff (Hrsg.): Bettine von Arnim, Werke und Briefe in vier Bänden – Band 4: Briefe. Bibliothek deutscher Klassiker. Deutscher Klassikerverlag, Frankfurt am Main 2004, ISBN 3-618-60180-8.
- Mit Almut Todorow und Christian Sinn (Hrsg.): Unbegrifflichkeit. Ein Paradigma der Moderne. Literatur und Anthropologie. Narr, Tübingen 2004, ISBN 3-8233-6035-3.
- Mit Konrad Feilchenfeldt, Wolfgang Frühwald, Christoph Perels und Hartwig Schultz (Hrsg.): Clemens Brentano: Briefe 1: Erläuterungen. In: Clemens Brentano: Sämtliche Werke und Briefe. Kohlhammer, Stuttgart 2003, ISBN 3-17-017357-X.
- Schrift und Bild und Körper. Schrift und Bild in Bewegung. Aisthesis, Bielefeld 2002, ISBN 3-89528-380-0.

Aufsätze (Auswahl)
- «Mit dem Kind ins Nest zu schauen» Die (un-)romantischen Kindheiten Goethes, Clemens Brentanos und Bettine von Arnims. In: Joachim Seng, Katja Kaluga (Hrsg.): «Die Natur will, dass Kinder Kinder sind …» Kindheit im Wandel: Von der Aufklärung zur Romantik Göttinher Verlag der Kunst 2023, S. 68–79.

- Mit Jörg Metelmann: De-disciplining Humanity: the Humanities’s Case for Critical Management Literacy Management Learning, 2021. https://doi.org/10.1177/1350507620958159.
- Kreisverkehr. Muster der Selbstreferenzialität in Goethes Liebeslyrik. In: Carsten Rhode, Thorsten Valk (Hrsg.): Goethes Liebeslyrik. Semantiken der Leidenschaft um 1800. Berlin 2013, S. 223–243.
- Vor-Geschrieben. Das Bild der Tätowierung in der Literatur der Postmoderne. In: Konstanze Fliedl, Bernhard Oberreither, Katharina Serles (Hrsg.): Gemälderedereien. Zur literarischen Diskursivierung von Bildern. Philologische Studien und Quellen. Heft 242, Berlin 2013, S. 301–318.
- Grotexte. Goethes komische Poetik. In: Edith Anna Kunz, Dominik Müller, Markus Winkler (Hrsg.): Figurationen des Grotesken in Goethes Werken. Bielefeld 2012, S. 129–143.
- „Unverlöschliche Merkmale menschlichen Willens“ – Heinrich Wuttke und die Geburt der Schrift aus dem Geist der Tätowierung. In: Monatshefte (2010), Volume 102 Number 3, S. 340–359.
- „…was sich sonst gar nicht mitteilen läßt“: Perspektiven einer elektronischen Edition von Jeremias Gotthelfs Kalenderschriften. In: Jeremias Gotthelf – Wege zu einer neuen Ausgabe. (2006), Beihefte zu editio 24, S. 47–57.
- Halb Wunderthier, halb Aschenbrödel. Zum ästhetischen Programm von Clemens Brentanos Biographie der stigmatisierten Nonne Anna Katharina Emmerick. In: Alexander von Bormann (Hrsg.): Romantische Religiosität. Königshausen & Neumann, Würzburg 2005, S. 163–183.
- Pathographien des Schreibens. Zur poetologischen Funktion von Tätowierungen in Johann Wolfgang von Goethes „Wilhelm Meisters Lehrjahre“ und Franz Kafkas „In der Strafkolonie“. In: Poetica 33 (2001), Nr. 1/2, S. 159–189.
- Das Geschlecht der Irene Adler, oder: Der geheimnisvolle Fall der schreibenden Frau in der deutschen Kriminalliteratur. In: Jahrbuch für finnisch-deutsche Literaturbeziehungen. 1996, Nr. 28, S. 54–64.